# Музей Биннингена
Музей Биннингена (нем. Ortsmuseum Binningen) — краеведческий музей в городе Биннинген (полукантон Базель-Ланд), открытый в 1987 году в помещении бывшей школы. Владельцем как основного здания, так и остальной музейной территории является местная община.

## История и описание
С 1932 года в городе Биннинген, относящемся к швейцарскому полукантону Базель-Ланд, существовали несколько «рабочих групп» по сбору экспонатов и фотографированию памятников, представлявших интерес для местной истории. После серии выставок — прошедших в 1936, 1956 и 1978 годах — под руководством бывшего муниципального чиновника Бруно Герига была сформирована общая группа, которая начала подготовку к строительству краеведческого музея общины. В 1987 году музей был открыт в помещении бывшей школы по адресу улица Holeerain, дом 20. До формального основания ассоциации поддержи музея, под названием «Ortsmuseum Binningen», в октябре 2005 года, он управлялся бывшим мэром Геригом и группой добровольцев. Первым президентом ассоциации стала Майя Самими-Эйденбенз, занимавшая данный пост с 2005 по 2012 год.
Владельцем основного здания и остальной музейной территории является община города Биннинген: она же и финансирует содержания культурного учреждения. Ассоциация «Ortsmuseum Binningen» управляет и поддерживает краеведческий музей в рамках соглашения о сотрудничестве между общиной и ассоциацией. Музей имеет постоянную экспозицию, но он так же проводит и временные выставки. По сведениям самого учреждения, его цель состоит в том, чтобы как можно ближе познакомить жителей Биннингена и региона Базель с их прошлым. Музей является памятником культуры кантонального значения (KGS-Nr. 12268).